# God Mazinger
God Mazinger (ゴッドマジンガー?, Goddo Majingā) è una serie televisiva anime giapponese di 23 episodi basata sulla saga di Mazinga di Gō Nagai. La serie, realizzata da Dynamic Planning e TMS Entertainment, è andata in onda dal 15 aprile al 23 settembre 1984.
È stato realizzato anche un manga, edito da Shogakukan in quattro volumi sempre nel 1984, poi riedito da Yamato Comics Special/Kadokawa in tre volumi nel 1986, da St Comics in due volumi nel 1998 e da Television Book in volume unico nel 1998.

## Trama

Copertina italiana del primo volume del manga

Il ragazzo giapponese Yamato Hibino è risucchiato da un buco spazio-temporale in un mondo alternativo dove l'esercito di dinosauri dell'impero di Dragonia sta dominando tutti gli abitanti. La regina Aira di Mu chiede a Yamato di aiutarli a combattere l'impero di Dragonia con l'aiuto di un gigante di pietra chiamato "God Mazinger" (che assomiglia nelle fattezze ai robottoni nagaiani).

## Episodi
| Nº | Giapponese 「Kanji」 - Rōmaji - Traduzione letterale                                                   | In onda           | In onda |
| Nº | Giapponese 「Kanji」 - Rōmaji - Traduzione letterale                                                   | Giapponese        |         |
| 1  | 「蘇りし伝説の巨神」 - Yomigaerishi densetsu no kyojin – "La resurrezione del leggendario Dio gigante" | 15 aprile 1984    |         |
| 2  | 「選ばれし者の定め」 - Erabareshi mono no sadame – "Il destino del prescelto"                          | 22 aprile 1984    |         |
| 3  | 「光宿りしものの謎」 - Hikari yadorishi mono no nazo – "Il mistero della luce Hadorishi Mono"          | 29 aprile 1984    |         |
| 4  | 「マジンガーの秘密」 - Mazinger no himitsu – "Il segreto di God Mazinger"                              | 6 maggio 1984     |         |
| 5  | 「エルド王子の奇襲」 - Eldo ooji no kishū – "L'attacco a sorpresa del principe Erudo"                  | 13 maggio 1984    |         |
| 6  | 「アイラを救え!」 - Aira o sukue! – "Salva Aira"                                                       | 20 maggio 1984    |         |
| 7  | 「消えたマジンガー」 - Kieta mazinger – "È sparito il Mazinger"                                        | 27 maggio 1984    |         |
| 8  | 「急げ! 戦士ヤマト」 - Isoge! senshi yamato – "Fai in fretta, guerriero Yamato"                        | 3 giugno 1984     |         |
| 9  | 「恐竜工場発見!」 - Kyooryū koojoo hakken! – "È stata scoperta la fabbrica dei dinosauri"              | 10 giugno 1984    |         |
| 10 | 「恐るべき秘密」 - Osorubeki himitsu – "Il terribile segreto"                                          | 17 giugno 1984    |         |
| 11 | 「とらわれたアイラ」 - Torawareta aira – "Aira è stata catturata"                                      | 24 giugno 1984    |         |
| 12 | 「奪われた手がかり」 - Ubawareta tegakari – "Indizi rubati"                                            | 1º luglio 1984    |         |
| 13 | 「危うしマジンガー」 - Ayaushi mazinger – "Il Mazinger è in pericolo"                                  | 8 luglio 1984     |         |
| 14 | 「光宿りしものの恐怖」 - Hikari yadorishi mono no kyoofu – "La paura per la luce Hadorishi Mono"       | 15 luglio 1984    |         |
| 15 | 「さすらうムーの民」 - Sasurau mū no tami – "L'errante popolo di Mu"                                   | 22 luglio 1984    |         |
| 16 | 「ムラジの最期」 - Muraji no saigo – "La fine di Muraji"                                               | 29 luglio 1984    |         |
| 17 | 「エルドの秘密基地」 - Erudo no himitsu kichi – "La base segreta di Erudo"                             | 12 agosto 1984    |         |
| 18 | 「驚異の海底空間」 - Kyooi no kaitei kūkan – "L'incredibile spazio sottomarino"                        | 26 agosto 1984    |         |
| 19 | 「決死の湖底探査」 - Kesshi no kotei tansa – "Esplorazione in fondo al lago"                           | 2 settembre 1984  |         |
| 20 | 「ドラドの怒り」 - Dorado no ikari – "La luce di Dorado"                                               | 9 settembre 1984  |         |
| 21 | 「ヤマト対ドラド!」 - Yamato tai dorado! – "Yamato Vs Dorado"                                          | 16 settembre 1984 |         |
| 22 | 「ヤマトが死んだ!?」 - Yamato ga Shinda!? – "Yamato è morto"                                           | 23 settembre 1984 |         |
| 23 | 「ヤマト対エルド」 - Yamato tai erudo – "Yamato Vs Erudo"                                              | 30 settembre 1984 |         |